# TAE Greek National Airlines
TAE Greek National Airlines (gr. Τεχνικαί Αεροπορικαί Εκμεταλλεύσεις—Εθνικαί Αεροπορικαί Γραμμαί) – nieistniejąca grecka linia lotnicza, założona w czerwcu 1951, celem konsolidacji istniejących na greckim rynku lotniczych przewozów pasażerskich linii lotniczych, oraz utrzymania w greckich rękach narodowego przewoźnika lotniczego.

## Historia
Po zakończeniu II wojny światowej, w Grecji rozpoczęło działalność kilku przewoźników lotniczych. Do największych z nich należały linie Technical and Aeronautical Exploitations (TAE), Daedalus Airlines, Air Transport of Greece (AME) oraz Hellenic Airlines. Wszystkie cztery firmy borykały się z problemami finansowymi, których nasilenie nastąpiło na przełomie lat 40. i 50. ubiegłego wieku. Efektem były stały spadek przewozów lotniczych. W 1949, linie Hellenic Airlines i TAE przewiozły na pokładach swoich samolotów łącznie 324 tysiące pasażerów, jednak już dwa lata później, w 1951, łączna liczba pasażerów obydwu przewoźników wyniosła zaledwie 188 tysięcy. W wymienionym okresie linie lotnicze dysponowały tą samą liczbą samolotów w swoich flotach. Pomysłem na uzdrowienie sytuacji oraz utrzymanie linii lotniczych w greckich rękach, była konsolidacja linii lotniczych pod jednym szyldem. W czerwcu 1951, na bazie istniejącej TAE, utworzono TAE Greek National Airlines. Grecki rząd był w posiadaniu 10 procent udziałów, Narodowy Bank Grecji miał 16 procent. Amerykański przewoźnik Trans World Airlines, będący głównym udziałowcem firmy bazy TAE, otrzymał 15 procent. Udziałowcy linii AME otrzymali 5 procent nowych udziałów, udziałowcy TAE 30 procent a pozostałą część rządowy fundusz emerytalny. Flota nowej linii składała się z osiemnastu maszyn typu Douglas C-47 Skytrain oraz pojedynczego Douglas DC-4.
Niestety dla przewoźnika, nowa linia nie była w stanie sprostać wyzwaniom i zaczęły trapić ją problemy poprzedników. TAE Greek National Airlines zaczął generować straty finansowe. Co więcej, nie był w stanie podnieść przewozów pasażerskich do rentownego poziomu. W 1954 roku udało się osiągnąć zaledwie 30 procent przewozów, jakie wypracowano w 1949. W ciągu pięciu lat działalności firmy, liczba przewożonych na pokładach maszyn TAE Greek National Airlines pasażerów spadła o jedną trzecią. W zaistniałych warunkach, wobec rosnących kosztów utrzymania nierentownego przedsiębiorstwa, rząd Grecki podjął decyzję o prywatyzacji linii. W sierpniu 1954 decyzja o sprzedaży została podana do publicznej wiadomości. Wśród ofert kupna jakie pojawiły się w odpowiedzi, połowa pochodziła od zagranicznych linii lotniczych. Pomimo zagranicznych ofert, zapewniających kupno i dalsze finansowanie przedsięwzięcia, grecki rząd zainteresowany był utrzymaniem linii w rękach firmy pochodzącej z Grecji. Możliwość sprzedaży zagranicznemu przewoźnikowi, spotkała się z dużą krytyką w kraju. Patowa sytuacja została rozwiązana w lipcu 1956. 30 lipca 1956, przedstawiciele greckiego rządu, podpisali umowę sprzedaży TAE Greek National Airlines. Nowym właścicielem, za sumę 1,5 mln dolarów, został Aristotelis Onasis. Tym samym, linia pozostała w greckich rękach. Nowa firma, pod zmienioną nazwą Olympic Airways, rozpoczęła regularne loty 6 kwietnia 1957.